# Isca Augusta
Isca Augusta (ook Isca Silurum) was eerst een Romeins castra, dat later uitgroeide tot een Romeinse stad, waar vanaf het einde van de 1e tot in de 4e eeuw het Romeinse legioen Legio II Augusta was gelegerd. De overblijfselen van Isca Augusta liggen onder het huidige dorp Caerleon, iets ten noorden van de stad Newport in Zuid-Wales. 
De vestiging werd in de jaren zeventig van de 1e eeuw opgericht tijdens de laatste campagnes van gouverneur Sextus Julius Frontinus om de Keltische Siluren onder de duim te houden, die al langer dan een generatie aan het oprukkende Romeinse leger weerstand boden. Vier van de dertig Romeinse legioenen verbleven tot ca. 300 n. Chr.  in Brittannië. Mogelijk werd eind 3e eeuw het Legioen II Augusta weggeroepen om te vechten voor een van de vele keizers, die de macht opeisten.
De martelaars Julius en Aaron werden waarschijnlijk in 304 in Caerleon om het leven gebracht, tijdens de religieuze vervolgingen van Diocletianus' regering. Later werden er in de stad ter hunner nagedachtenis kapels opgericht. Boven de principia (het hoofdkwartier), waar de standaarden van het legioen werden bewaard en de beelden van de Romeinse keizers werden vereerd, verrees in de 12e eeuw de Kerk van St. Cadoc.
Er waren badhuizen (thermen) en een amphitheater dat aan zesduizend toeschouwers plaats bood.
In augustus 2011 werden in Caerleon de overblijfselen van een Romeinse haven gevonden. Recente vondsten suggereren enige vorm van Romeinse bezetting tot 380 n. Chr.
Er is in Caerleon een National Roman Legion Museum gevestigd.